# Eustrephus latifolius
Eustrephus es un género monotípico de fanerógamas perteneciente a la antigua familia Laxmanniaceae. La única especie del género, Eustrephus latifolius, se distribuye en Nueva Guinea, Nueva Caledonia y Australia.

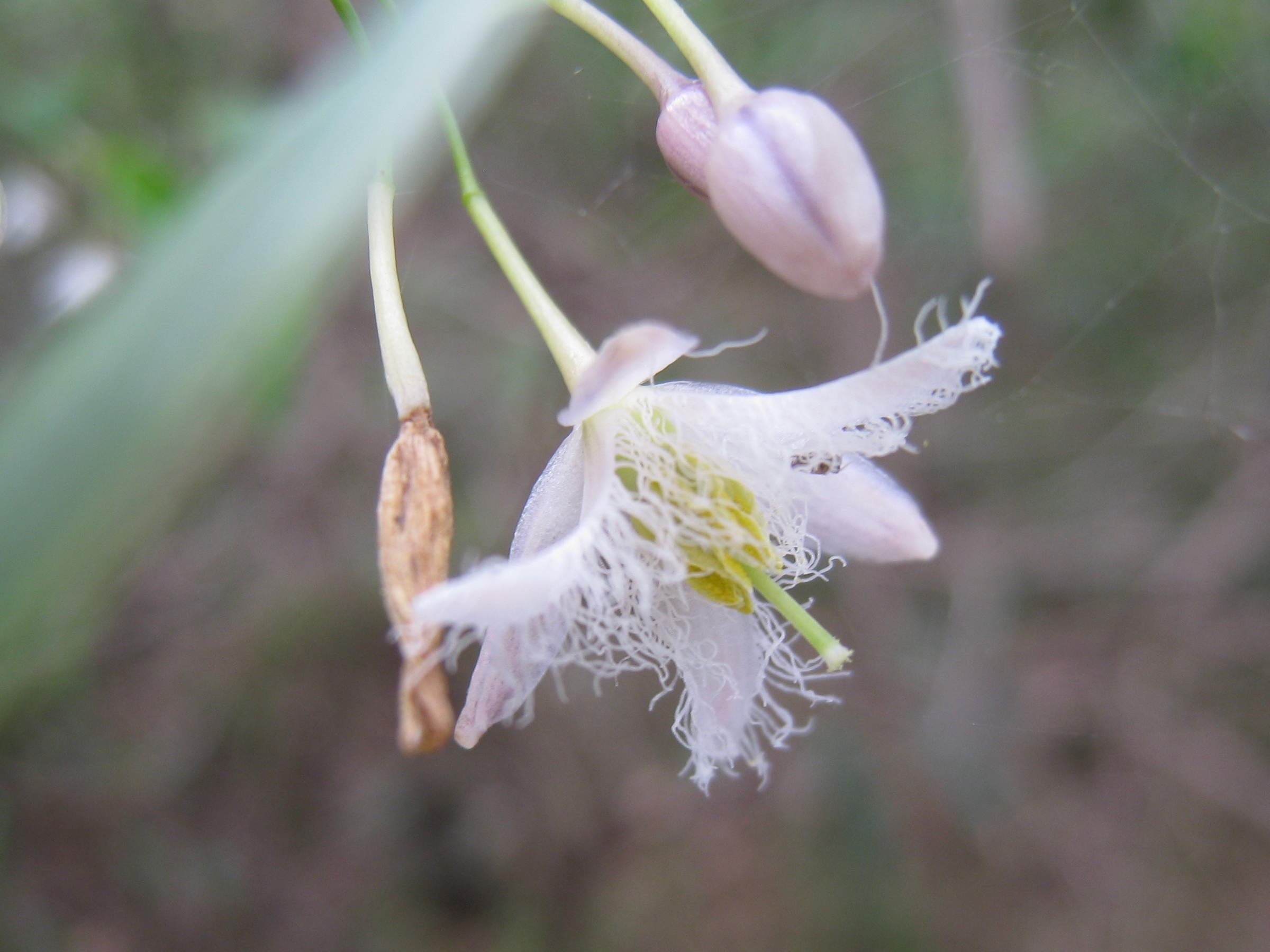
Detalle de las flores

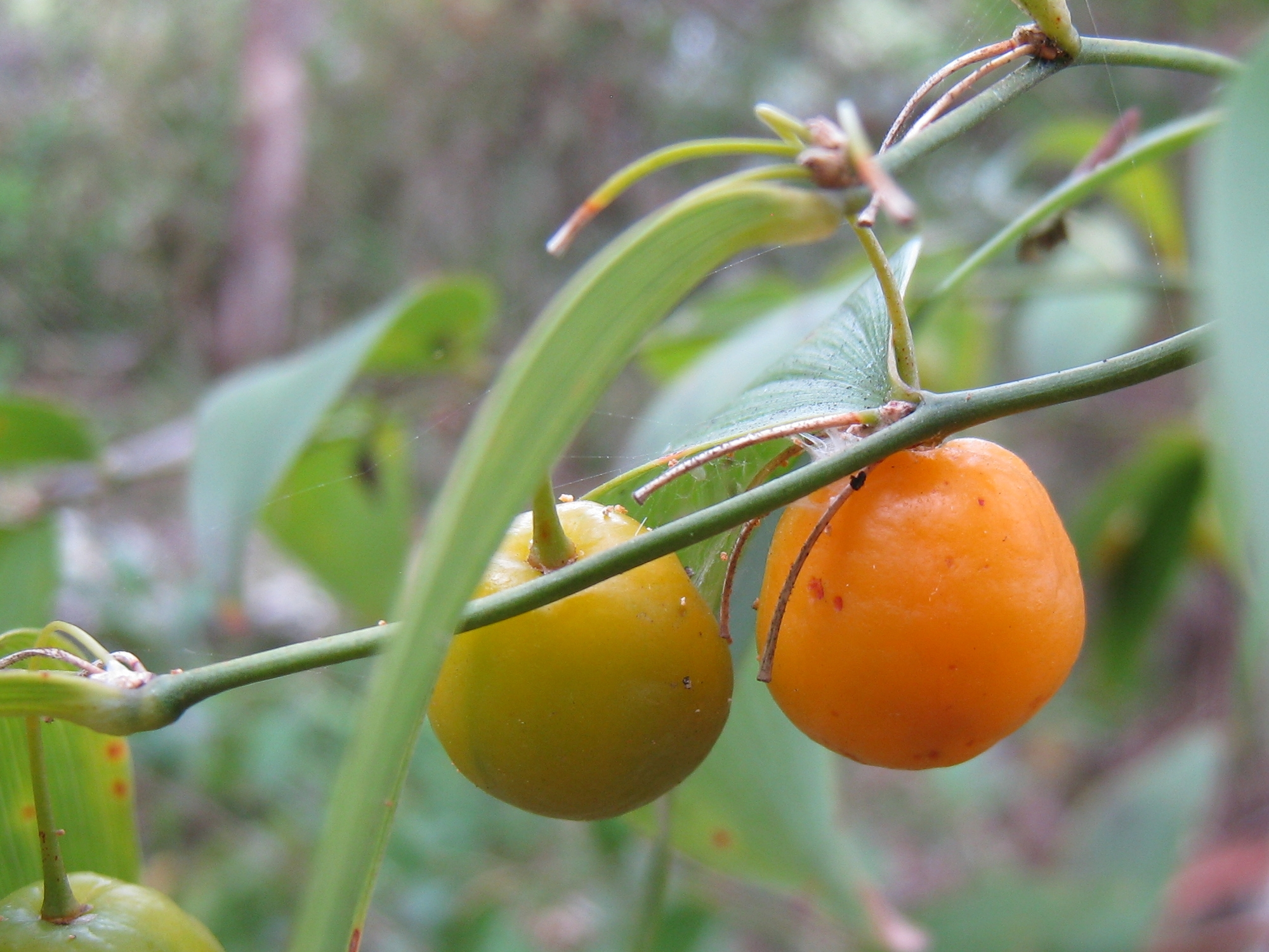
Frutos

## Descripción
Tiene las hojas con la lámina de forma variable, elíptica a linear de 3-10 cm de largo y 3-35 mm de ancho. Todas las venas de las hojas son distintas. Las flores son de color rosa al malva y blanco. El fruto es una cápsula globosa de 1-2 cm de diámetro de color amarillo-anaranjado, con numerosas semillas de color negro situado en un arilo blanco.

## Usos
Los tubérculos se consumen asados, y tienen un terroso sabor dulce.

## Taxonomía
Eustrephus latifolius fue descrita por Robert Brown  y publicado en Botanical Magazine 31: t. 1245. 1809.
Sinonimia
- Luzuriaga latifolia (R.Br.) Poir. in J.B.A.M.de Lamarck, Encycl., Suppl. 3: 535 (1814).
- Spiranthera ovata Raf., Fl. Tellur. 4: 31 (1838), nom. illeg.
- Eustrephus brownii F.Muell., Fragm. 7: 73 (1870), nom. illeg.
- Eustrephus angustifolius R.Br., Prodr. Fl. Nov. Holl.: 281 (1810).
- Luzuriaga angustifolia (R.Br.) Poir. in J.B.A.M.de Lamarck, Encycl., Suppl. 3: 536 (1814).
- Eustrephus amplexifolius Schnizl., Iconogr. Fam. Regn. Veg. 1: t. 55c, f. 17-20 (1843).
- Eustrephus watsonianus Miq., Linnaea 18: 84 (1844).
- Eustrephus leucanthus Hassk., Pl. Jav. Rar.: 115 (1848).
- Geitonoplesium angustifolium (R.Br.) Walp., Index Seminum (B) 1854(App.): 10 (1855).[2]